# عبد الله صالح
عبد الله الدوسري لاعب كرة قدم سعودي سابق. هو عبد الله صالح سلطان الدوسري مواليد الدمام شرق السعودية عام 1384هـ، لعب لنادي الاتفاق كما مثل المنتخب السعودي.
يلعب عبد الله في خط الدفاع وتحديداً في مركز الظهير الأيمن، وخدم نادي الاتفاق لمدة تقارب الـ15 عاماً حقق خلالها الكثير من البطولات والتي توزعت مابين محلية وخارجية. يعد عبد الله صالح أحد النجوم التاريخيين في الكرة السعودية واحد افراد الجيل الذهبي.

## بدايته الكروية
انطلق عبد الله صالح من حواري الدمام، حيث كان يلعب هناك في وقت كان يراقبه أحد مشجعي النهضة المنافس التقليدي الاتفاق، وفي أحد أيام عام 1403هـ طلب منه المشجع التسجيل في نادي النهضة فوافق عبد الله، وكان الاتفاق بينهما أن يذهبان معاً في اليوم التالي للنهضة.
ولكن جلسة مصادفة قبل ذلك الموعد، جمعته بلاعب الاتفاق حماده المخيمر، واخبره فيها عبد الله بالامر، فرفض المخيمر الذي اخذه فوراً لمقر نادي الاتفاق ودخل تجربة مع فريق درجة الشباب تحت اشراف المدرب المصري محمد السلمي والذي ابدى اعجابه الكبير باللاعب.
وبعد أن تم تسجيل اللاعب في كشوفات الفريق، ذهب به المدرب المصري محمد السلمي لرئيس النادي آنذاك عبدالعزيز الدوسري وقال السلمي «هذا لاعب جديد في صفوف فريق الشباب وله مستقبل مشرق وإن شاء الله سترونه على المستطيل وهو إضافة جديدة لفريق الشباب».
وبالفعل كان مستقبل عبد الله صالح مشرقاً؛ إذ ساهم مع الاتفاق في تحقيق الكثير من البطولات كما خدم المنتخب لعدة سنوات.

## مسيرته مع الاتفاق
وفي عام 1404هـ وأثناء منافسات الدوري الممتاز، اختير الظهير الأيمن بنادي الاتفاق آنذاك سامي جاسم لصفوف المنتخب السعودي فقام مدرب الاتفاق خليل الزياني بتجربة أكثر من لاعب بديل في هذا المركز ولم ينجحوا وخسر الاتفاق الكثير من النقاط في الدوري.
فتوجه خليل الزياني إلى مدرب شباب الاتفاق محمد السلمي وقال له «أريد ظهير أيمن». فرد السلمي بأنه يملك لاعب جيد وهو عبد الله صالح فاجتمع به الزياني واخبره بأنه سيلعب في مباراة نادي الوحدة بالدوري.
وقد أبدى عبد الله صالح سعادته الكبير بالمشاركة مع نجوم كبار مثل عيسى خليفة وسعدون حمود وسلمان النمشان ومبارك الدوسري وعمر باخشوين. وبالفعل شارك عبد الله في المباراة وانتهت بفوز الاتفاق بخماسية وسط تألق لافت من اللاعب الصغير.
وكانت تلك المباراة انطلاقة عبد الله الحقيقة مع الاتفاق فحقق مع الفريق الكثير من البطولات المحلية.

## مسيرته مع المنتخب
بعد تألق عبد الله صالح في الدوري قام مدرب المنتخب، البرازيلي كارلوس ألبرتو بيريرا باستدعائه لأول مرة من اجل المشاركة في لقاء المنتخب السعودي ونظيره الإنجليزي في مباراة تدشين ملعب الملك فهد الدولي وقد قدم فيها صالح مباراة كبيرة حيث صنع هدف المتنخب الوحيد لماجد عبد الله والتي انتهت المباراة بنتيجة تعادل هدف لهدف.
بعدها انضم للمنتخب في كأس أمم آسيا بقطر وكان ركيزة اساسية وقدم مستويات متميزة توجها بالمساهمة في تحقيق البطولة، كما شارك في كأس آسيا 92 باليابان والتي حل فيها المنتخب وصيفاً، وشارك أيضا في كأس القارات الأولى بالرياض 92.
واختتم مسيرته مع المتخب بالمشاركة في كأس العالم 94 بأمريكا وابلى فيها بلاء حسناً وساهم في تاهل الأخضر لدور الـ16 كانجاز تاريخي.

## اعتزاله وتكريمه
في عام 1417هـ فضل عبد الله صالح التقدم بخطاب اعتزاله النهائي لادارة ناديه مكتفياً بما قدمه خلال 15 عاماً. وقد كرمه نادي الاتفاق في عام 1432هـ في لقاء اقيم بين نادي الاتفاق الذي يضم بعض النجوم السابقين والحاليين، والزمالك المصري، وانتهى بفوز الاتفاق بهدفين دون رد.

## اسهاماته مع الاتفاق
- بطولة الدوري السعودي الممتاز سنة 1408هـ.
- بطولة مجلس التعاون الخليجي بالشارقة سنة 1408هـ.
- بطولة الأندية العربية سنة 1405 و1408هـ.
- كأس الملك عام 1405هـ.
- كأس الأمير فيصل بن فهد 1410هـ.

## اسهاماته مع المنتخب
- بطولة كأس آسيا 1988 م
- وصيف بطولة كأس القارات الأولى بالرياض 1992م
- وصيف كأس اسيا باليابان 1992م.
- المشاركة في نهائيات كأس العالم 1994 م بأمريكا والوصول لدور الـ16.

## روابط خارجية
- عبد الله صالح على موقع الاتحاد الدولي (مؤرشف)  (الإنجليزية)
- عبد الله صالح على موقع قاعدة بيانات كرة القدم.إي يو (الإنجليزية)
- عبد الله صالح على موقع ناشيونال فوتبول تيمز (الإنجليزية)
- عبد الله صالح على موقع عالم كرة القدم.نت (الإنجليزية)